# Крнић
Крнић је насеље у Србији у општини Владимирци у Мачванском округу. Према попису из 2022. било је 427 становника.

## Галерија
- Сеоска школа
- Сеоска школа
- Спомен плоча на школи
- Споменик Јанку Катићу
- Стара сеоска кафана
- Сеоска црква
- Зграда МЗ и амбуланте
- Споменик у центру села
- Споменици крајпуташи

## Демографија
У насељу Крнић живи 475 пунолетних становника, а просечна старост становништва износи 41,1 година (39,8 код мушкараца и 42,4 код жена). У насељу има 195 домаћинстава, а просечан број чланова по домаћинству је 3,08.
Ово насеље је великим делом насељено Србима (према попису из 2002. године), а у последња три пописа, примећен је пад у броју становника.
|  |

| Демографија | Демографија | Демографија |
| Година      | Становника  | Становника  |
| ----------- | ----------- | ----------- |
| 1948.       | 955         |             |
| 1953.       | 988         |             |
| 1961.       | 969         |             |
| 1971.       | 908         |             |
| 1981.       | 903         |             |
| 1991.       | 860         | 668         |
| 2002.       | 600         | 860         |

| Етнички састав према попису из 2002.‍ | Етнички састав према попису из 2002.‍ | Етнички састав према попису из 2002.‍ | Етнички састав према попису из 2002.‍ | Етнички састав према попису из 2002.‍ |
| ------------------------------------ | ------------------------------------ | ------------------------------------ | ------------------------------------ | ------------------------------------ |
|                                      |                                      |                                      |                                      |                                      |
| Срби                                 | Срби                                 |                                      | 594                                  | 99,0%                                |
| Хрвати                               | Хрвати                               |                                      | 1                                    | 0,16%                                |
| Роми                                 | Роми                                 |                                      | 1                                    | 0,16%                                |
| непознато                            | непознато                            |                                      | 4                                    | 0,66%                                |

| Година пописа     | 1948. | 1953. | 1961. | 1971. | 1981. | 1991. | 2002. |
| ----------------- | ----- | ----- | ----- | ----- | ----- | ----- | ----- |
| Број домаћинстава | 179   | 182   | 211   | 213   | 213   | 232   | 195   |

| Број чланова      | 1  | 2  | 3  | 4  | 5  | 6  | 7 | 8 | 9 | 10 и више | Просек |
| ----------------- | -- | -- | -- | -- | -- | -- | - | - | - | --------- | ------ |
| Број домаћинстава | 47 | 51 | 21 | 28 | 24 | 16 | 5 | 2 | 1 | 0         | 3,08   |

| Пол    | Укупно | Неожењен/Неудата | Ожењен/Удата | Удовац/Удовица | Разведен/Разведена | Непознато |
| ------ | ------ | ---------------- | ------------ | -------------- | ------------------ | --------- |
| Мушки  | 239    | 61               | 155          | 14             | 9                  | 0         |
| Женски | 256    | 41               | 158          | 53             | 3                  | 1         |
| УКУПНО | 495    | 102              | 313          | 67             | 12                 | 1         |

| Пол    | Укупно                    | Пољопривреда, лов и шумарство | Рибарство                            | Вађење руде и камена | Прерађивачка индустрија       |
| ------ | ------------------------- | ----------------------------- | ------------------------------------ | -------------------- | ----------------------------- |
| Мушки  | 184                       | 157                           | 0                                    | 1                    | 5                             |
| Женски | 107                       | 95                            | 0                                    | 0                    | 1                             |
| УКУПНО | 291                       | 252                           | 0                                    | 1                    | 6                             |
| Пол    | Производња и снабдевање   | Грађевинарство                | Трговина                             | Хотели и ресторани   | Саобраћај, складиштење и везе |
| Мушки  | 4                         | 2                             | 6                                    | 0                    | 6                             |
| Женски | 1                         | 0                             | 5                                    | 0                    | 0                             |
| УКУПНО | 5                         | 2                             | 11                                   | 0                    | 6                             |
| Пол    | Финансијско посредовање   | Некретнине                    | Државна управа и одбрана             | Образовање           | Здравствени и социјални рад   |
| Мушки  | 0                         | 0                             | 1                                    | 0                    | 0                             |
| Женски | 0                         | 1                             | 0                                    | 1                    | 2                             |
| УКУПНО | 0                         | 1                             | 1                                    | 1                    | 2                             |
| Пол    | Остале услужне активности | Приватна домаћинства          | Екстериторијалне организације и тела | Непознато            | Непознато                     |
| Мушки  | 1                         | 0                             | 0                                    | 1                    | 1                             |
| Женски | 0                         | 0                             | 0                                    | 1                    | 1                             |
| УКУПНО | 1                         | 0                             | 0                                    | 2                    | 2                             |